# مارغوت هارتمان
مارغوت هارتمان (بالإنجليزية: Margot Hartman)‏ هي ممثلة أمريكية، ولدت في 15 أغسطس 1933 في نيويورك في الولايات المتحدة، وتوفيت في 11 أبريل 2020.

## وصلات خارجية
- مارغوت هارتمان على موقع IMDb (الإنجليزية)
- مارغوت هارتمان على موقع قاعدة بيانات برودواي على الإنترنت (الإنجليزية)
- مارغوت هارتمان على موقع قاعدة بيانات برودواي على الإنترنت (الإنجليزية)
- مارغوت هارتمان على موقع قاعدة بيانات الفيلم (الإنجليزية)